# 中尉司馬
中尉司馬（ちゅういしば）は、紀元前3世紀か紀元前2世紀頃から紀元前104年まで、古代中国の前漢時代にあった官職である。中司馬ともいった。中尉の部下として首都の警備にあたった。

## 解説
中尉は秦から前漢にかけて首都の警備にあたった官職である。『漢書』「百官公卿表」に、中尉の部下の一人として司馬があったと記してある
『史記』『漢書』によれば、季心が中司馬だったとき、酷吏として知られた中尉の郅都が季心には厳しく当たらなかったという。この中司馬が中尉の司馬という。
中尉は太初元年（紀元前104年）に執金吾と改称したので、そのとき中尉司馬も改称したであろう。